# Laurel und Hardy: Die Doppelgänger
Die Doppelgänger (Our Relations) ist eine US-amerikanische Spielfilm-Komödie des Komiker-Duos Laurel und Hardy aus dem Jahre 1936. Der Film basiert auf der Kurzgeschichte des britischen Autors William Wymark Jacobs und ähnelt etwas dem Kurzfilm Zwei Matrosen aus dem Jahre 1928. Der Film startete am 30. Oktober 1936 in den amerikanischen Kinos. Im deutschsprachigen Raum wurde der Film zeitweise auch unter den Titeln „2 mal Dick und 2 mal Doof“, „Die lieben Verwandten“, „Die beiden Pantoffelhelden“ oder „Die Doppelgänger von Sacramento“ veröffentlicht.

## Handlung
Stan und Ollie erhalten eines Tages einen Brief mit einem Foto, auf dem sie mit ihren Zwillingsbrüdern Alfie und Bert zu sehen sind. Seit Jahren wird angenommen, dass Alfie und Bert tot sind. In Wirklichkeit aber leben sie noch und leben als Matrosen auf der SS Periwinkle und legen zufällig gerade im Hafen der Stadt, in der Stan und Ollie mit ihren Frauen Daphne und Betty wohnen, an. Ein Kollege der beiden, Finn, schwärmt ihnen immerzu vom Sparen vor und wie man nach einer Weile Millionär werden könne. Weil nun auch Alfie und Bert vom Millionär-Sein träumen, überlassen sie Finn ihre Heuer, der sie für sie aufbewahren soll. Bevor die beiden von Bord gehen, überreicht der Kapitän ihnen ein kleines Päckchen, das sie bei sich behalten sollen. Im Biergarten laden Alfie und Bert zwei gutaussehende Damen groß zum Essen ein und können die Schuld mit einem Dollar in der Tasche nicht begleichen; sie lassen anstatt dessen das Päckchen des Kapitäns mit einem wertvollen Ring als Pfand zurück. Sie suchen sogleich Finn auf, der sich jedoch weigert, ihnen ihre Heuer zurückzugeben. Daraufhin verscherbeln sie seinen Matrosenanzug in einem Pfandhaus, wofür sie allerdings auch nicht mehr als zwei Dollar bekommen.
Enttäuscht gehen sie zurück zu Finn, der ihnen erklärt, dass das Geld im Futter seines Anzuges eingenäht war. Nun sollen Alfie und Bert ihm ihre Anzüge überlassen, damit er einen anziehen und einen gegen den anderen eintauschen kann, und werden mit der Drohung Finns, den Pfandschein zu verschlucken, unter Druck gesetzt. Dieser hat keineswegs vor, sein Versprechen zu halten. Währenddessen besuchen Stan und Ollie mit ihren Frauen den Biergarten und werden von den fremden Damen Alice und Lily, die Alfie und Bert zurückgelassen haben, empört zum Begleichen der Rechnung aufgefordert, was wiederum ihre eigentlichen Ehefrauen, Daphne und Betty, äußerst erzürnt. Vom Wirt bekommen sie deswegen aber auch den Ring zurück, den Alfie und Bert zuvor zurückgelassen haben. Als dann auch Finn dort auftaucht und den Frauen ein Foto von Alfie und Bert mit anderen, jüngeren Frauen zeigt, verlassen sie wütend das Lokal. Die nun ebenfalls wütenden Stan und Ollie veranlassen, dass Finn vom Wirt und dem Kellner verprügelt wird, worauf dieser auf Rache sinnt. Währenddessen sitzen Alfie und Bert in Finns Quartier und beschließen, den Wirt aufzusuchen und um den Ring zu bitten. Weil sie nichts zum Anziehen haben, kleiden sie sich in Decken und Tücher und werden verhaftet. Stan und Ollies Frauen, die von einer Schaulustigen von Alfie und Berts Verhaftung verständigt wurden, überzeugen den Richter, den beiden noch eine Chance zu geben. Zur Feier des Tages gehen sie in das feine Café „Pirate“, wo allerdings schon Stan und Ollie sitzen.
Nun beginnt die Verwechslung erneut, Stan & Ollie und Alfie & Bert bemerken sich gegenseitig allerdings noch nicht. Weil Ollie den Ring immer noch bei sich hat, gibt er versehentlich Alfie, der zufällig vorbeikommt, diesen in die Tasche, und fordert dann Stan auf, der für kurze Zeit weg war, ihm den Ring wiederzugeben. Dies wird von Männern der Mafia bemerkt, worauf Stan und Ollie von ihnen entführt und gezwungen werden, den Ring auszuhändigen. Sie drohen damit, sie in Zementschuhen ins Wasser zu werfen. Die beiden schaffen es aber, die Leute ins Wasser zu stoßen und fallen, nachdem sie zuerst eine Weile in den Zementschuhen herum schaukeln, ebenfalls ins Wasser. Alfie und Bert, die den Ring nun entdecken und sich in unmittelbarer Nähe von Stan & Ollie vor dem Kapitän und Finn versteckt haben, geben dem Kapitän den Ring zurück und hängen Finn ab. Anschließend holen sie Stan und Ollie aus dem Wasser und stellen sich gegenseitig vor. Der Film endet damit, dass sie eine Weile den Steg entlanggehen, Ollie und Bert sich darüber lustig machen, dass „Stan und Alfie nicht weiter sehen, als ihre Nasenspitze“ und dabei selbst das Ende des Stegs übersehen und ins Wasser fallen.

## Hintergrund
- Die Dreharbeiten dauerten vom März bis April 1936.
- Der Film kostete im Vergleich zu anderen Filmen relativ viel. Anfangs rechnete man mit etwa 200.000 US-Dollar, dies wurde schnell auf 250.000 US-Dollar heraufgesetzt. Letztendlich erreichten die Kosten sogar 400.000 US-Dollar, was aber mit einem hohen Einspielergebnis belohnt wurde.
- Der Film hatte in Deutschland am 13. Februar 1952 Premiere; österreichischer Kinostart war bereits 1937.
- Viele der Vorgänger-Spielfilme (Rache ist süß, Hände hoch – oder nicht, Das Mädel aus dem Böhmerwald) hatten wenig eigene Handlung, sondern bauten ihre Gags in die Operetten-Handlungen ein. Stan Laurel wollte allerdings, dass die Laurel & Hardy-Filme mehr individuelle Handlung haben. Mit Die Doppelgänger wurde sein Wunsch erfüllt.

## Deutsche Fassungen
- Die erste deutsche Fassung entstand 1951 unter dem Titel 2xDick und 2xDoof – Spuk aus dem Jenseits bei der Internationalen Film-Union. Das Dialogbuch schrieb Bruno Hartwich nach einer Übersetzung von Erwin Bootz. Die Musik steuerte Conny Schumann bei. Walter Bluhm sprach Stan und Arno Paulsen lieh Ollie seine Stimme.[1]
- Unter dem Titel Die Doppelgänger von Sacramento wurde 1966 eine zweite Synchronfassung bei der Berliner Synchron (BSG) erstellt. Werner Schwier schrieb die Dialoge und führte auch Regie. Stan und Ollie wurden erneut von Bluhm und Paulsen gesprochen. Diese Fassung wurde auf DVD veröffentlicht und bildet auch die Grundlage einer 2011 bei Arte ausgestrahlten HD-Fassung.[2][1]
- Bei der Beta-Technik entstand eine dritte Fassung für deren Buch Heinz Caloué verantwortlich zeichnete. Walter Bluhm sprach wieder Stan und Bruno W. Pantel lieh Ollie seine Stimme. Diese Fassung wurde in der Reihe Dick und Doof in drei Teilen ausgestrahlt. Hanns Dieter Hüsch sprach überleitende Kommentare.[1]
- 1969 entstand bei MGM eine weitere Fassung unter dem Titel Krach hoch zwei oder Doppelt hält besser. Michael Günther schrieb die Dialoge und führte auch Regie. Walter Bluhm sprach erneut Stan und Gerd Duwner übernahm Ollie.[1]
- Die fünfte Fassung wurde unter dem Titel Die lieben Verwandten veröffentlicht und 1975 bei der Beta-Technik für die ZDF-Reihe Lachen Sie mit Stan und Ollie erstellt. Wolfgang Schick, der auch Regie führte, griff größtenteils auf das Dialogbuch der BSG-Fassung von 1966 zurück. Walter Bluhm sprach nochmals Stan und Michael Habeck lieh Ollie seine Stimme. Diese Fassung wurde ebenfalls auf DVD veröffentlicht.[1]